# Euphyia acerbata
Euphyia acerbata là một loài bướm đêm trong họ Geometridae.